# Fresnel (U-Boot, 1908)
Die Fresnel war ein U-Boot der Französischen Marine der Pluviôse-Klasse. Sie wurde nach dem französischen Physiker Augustin Jean Fresnel benannt.

## Bau
Das U-Boot wurde am 26. August 1905 innerhalb des französischen Flottenausbauprogramms von 1905 bestellt. Es wurde nach der von Maxime Laubeuf konzipierten Konstruktion mit einem Doppelrumpf gebaut. Am 8. Oktober 1905 erfolgte die Kiellegung und am 16. Juni 1908 der Stapellauf. 
Die Gesamtlänge betrug 51,12 m, die Breite betrug 4,97 m und der Tiefgang betrug 3,04 m. Aufgetaucht wurde es durch zwei Dreifach-Expansionsmaschinen, die durch zwei Temple-Wasserrohrkessel mit Dampf versorgt wurden, angetrieben. Unter Wasser sorgten zwei Elektromotoren für den Vortrieb. Aufgetaucht wurde eine Maximalgeschwindigkeit von 12 Knoten erreicht, und bei einer Geschwindigkeit von 8,5 Knoten betrug die Reichweite etwa 1000 Seemeilen (1900 km). Untergetaucht betrug die Maximalgeschwindigkeit 8 Knoten, und bei 5 Knoten reichten die voll geladenen Batterien für eine Fahrt von 27 Seemeilen (50 km). Ein Nachteil des Boots war, dass es lange Zeit zum Tauchen benötigte.

## Unfall
Bei einer Testfahrt im Oktober 1908 ereignete sich im Hafen La Pallice ein Unfall. An welchem Tag sich dieser genau ereignete, wird unterschiedlich angegeben. So werden je nach Quelle der 4., 5., 6. und 15. Oktober genannt. Bei der Einfahrt in den Hafen rammte das Boot aufgrund eines Fehlers des Steuermanns die Wellenbrecher. Das Schiff wurde an den Torpedorohren stark beschädigt und sank in kurzer Zeit. Alle fünf Besatzungsmitglieder konnten unbeschadet das Schiff verlassen.
Die Bergung des Boots, das in 8 m Tiefe lag, wurde unmittelbar in Angriff genommen. Mit Hilfe von vier Schleppern konnte die Fresnel am 9. November 1908 schließlich gehoben und in den Hafen gezogen werden. Sie wurde in ein Trockendock gebracht und konnte schließlich am 22. Februar 1911 in Dienst gestellt werden.

## Erster Weltkrieg
Beim Ausbruch des Ersten Weltkriegs war die Fresnel Teil der französischen Mittelmeerflotte. Sie hatte den Auftrag, die Häfen von Österreich-Ungarn in der Adria zu blockieren und Schiffe zu versenken. Am 28. April 1915 startete man einen Angriff auf die Marinebasis von Kotor. Nach mehreren vergeblichen Versuchen konnte die Fresnel am 2. Mai 1915 in die Bucht eindringen, konnte jedoch kein geeignetes Angriffsziel aufspüren.
Am 5. Dezember 1915 wurde die Fresnel, als sie vor dem Hafen von Kotor kreuzte, entdeckt und durch österreich-ungarische Kriegsschiffe und Flugzeuge gejagt. Die Mannschaft setzte das Schiff an der Mündung der Buna auf Grund und ging an Land. Dort wurde sie gefangen genommen und das U-Boot durch Artilleriefeuer des Zerstörers Warasdiner zerstört.